# Aglaonice (geslacht)
Aglaonice is een geslacht van vlinders van de familie spinneruilen (Erebidae), uit de onderfamilie Hypeninae.

## Soorten
- A. hirtipalpis Walker, 1858
- A. otignatha Hampson, 1924